# 弗拉塔托迪纳
弗拉塔托迪纳（義大利語：Fratta Todina），是意大利佩鲁贾省的一个市镇。总面积17.52平方公里，人口1880人，人口密度107.3人/平方公里（2009年）。ISTAT代码为054020。